# Oranda Rodríguez
María Oranda Rodríguez Toledo (Las Palmas de Gran Canaria, 1º giugno 1970) è un'ex cestista spagnola.

## Carriera
Con la Spagna ha disputato i Campionati europei del 1995.